# Лубянка (Західнопоморське воєводство)
Лубянка (пол. Łubianka) — село в Польщі, у гміні Барлінек Мисліборського повіту Західнопоморського воєводства.
Населення — 209 осіб (2011).
У 1975-1998 роках село належало до Гожовського воєводства.

## Демографія
Демографічна структура станом на 31 березня 2011 року:
|          | Загалом | Допрацездатний вік | Працездатний вік | Постпрацездатний вік |
| -------- | ------- | ------------------ | ---------------- | -------------------- |
| Чоловіки | 101     | 19                 | 76               | 6                    |
| Жінки    | 108     | 31                 | 63               | 14                   |
| Разом    | 209     | 50                 | 139              | 20                   |